# Rio-Branco-Institut
Das Rio-Branco-Institut (portugiesisch: Instituto Rio Branco), gegründet 1945, ist die Diplomatenakademie Brasiliens. Sein Sitz ist in Brasília.
Das Institut ist nach dem Abgeordneten und Außenminister José Maria da Silva Paranhos Júnior, Baron von Rio Branco (Barão do Rio Branco), benannt, der zu Beginn des Jahrhunderts (1902–1912) die Definition und Konsolidierung der Staatsgrenzen Brasiliens betrieb. Außerdem trug er umfassend zur Modernisierung des Palácio do Itamaraty, des brasilianischen Außenministeriums, bei. 
Das Institut dient der Ausbildung der zukünftigen Diplomaten des Landes. Bewerber müssen Vorprüfungen bestehen, um weitere Ausbildungsstufen durchlaufen zu können. Es wird ein Graduierungs- und Aufbauprogramm mit Studien in Geschichte, Politik und Außenpolitik, Wirtschaft, Recht und Sprachen wie Englisch, Französisch, Spanisch, Chinesisch, Russisch und Arabisch geboten.
Absolventen werden in den diplomatischen Dienst übernommen. Journalisten und Mitarbeiter im Bereich des Außenhandels und in anderen Organen der öffentlichen Verwaltung können sich am Institut zu außenpolitischen Fragen weiterbilden.